# Carnaval de Limoux

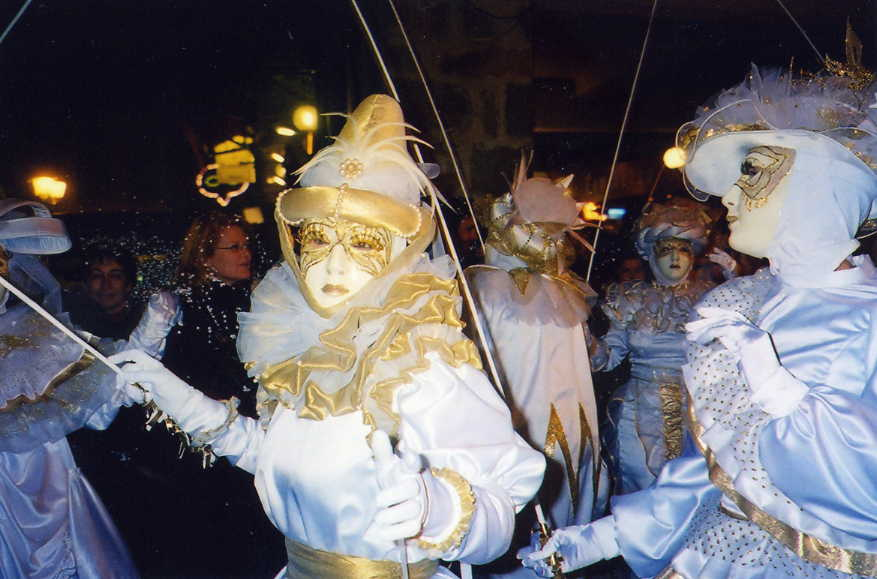
Alguns Pierrots do carnaval de Limoux

O Carnaval de Limoux é um evento cultural da cidade de Limoux, na região Languedoc, França. È carateristico por suas bandas e Pierrots que alternam-se por toda a semana do carnaval.

## História
As festas começam em janeiro atè todos os finais de semana de março. As tradições vão até o século XIV, quando o povo celebrava no Mardi Gras o fim das homenagens ao Mosteiro de Prouille, e jogavam no ar presentes e farinha. Desde 1604 o carnaval celebra-se em Limoux.

## Outras imagens

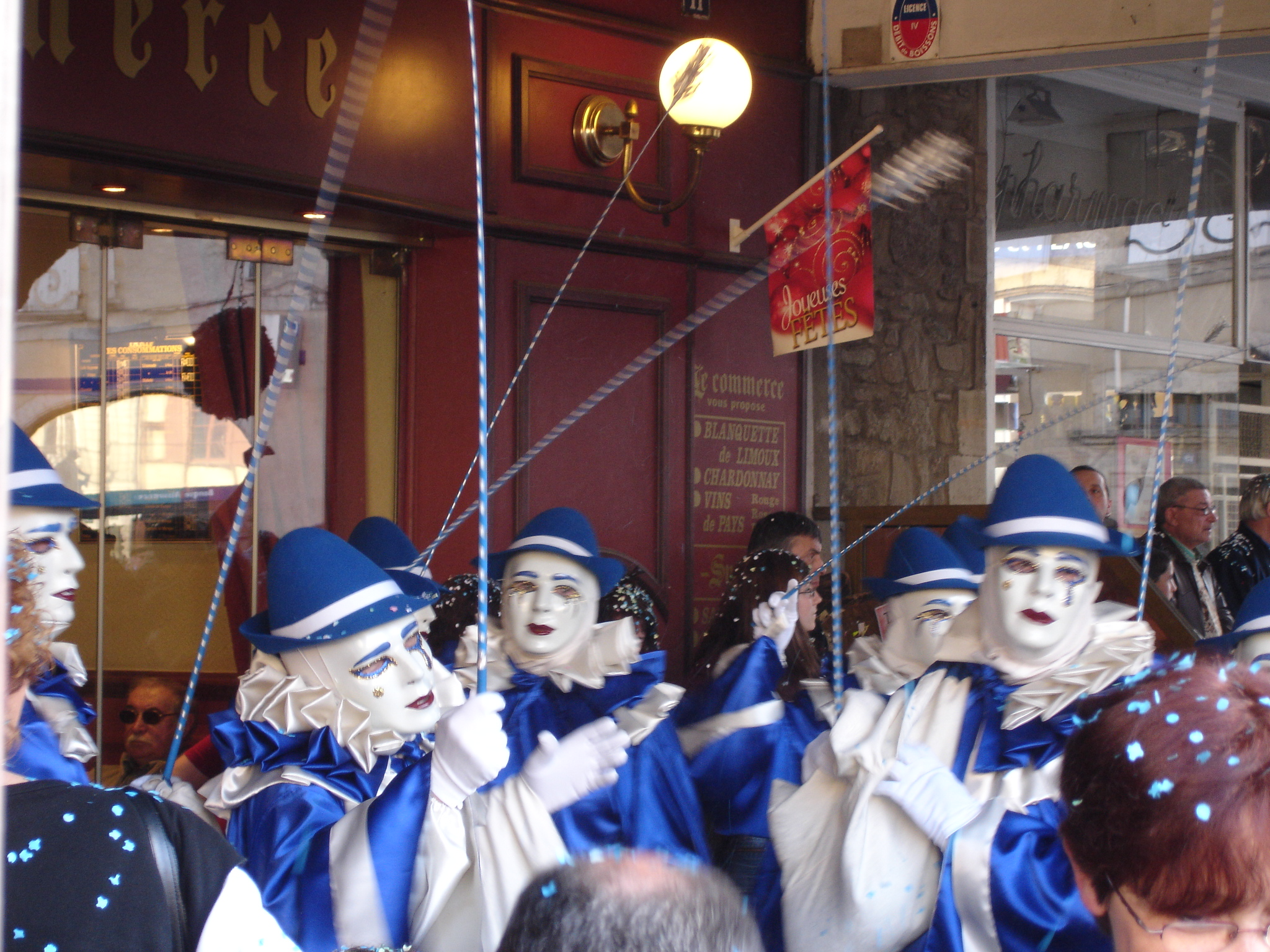
Uma Banda do Carnaval
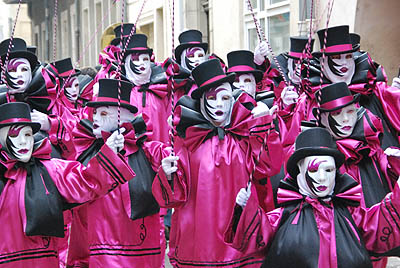
Uma Banda do Carnaval